# Cultura di Bosut

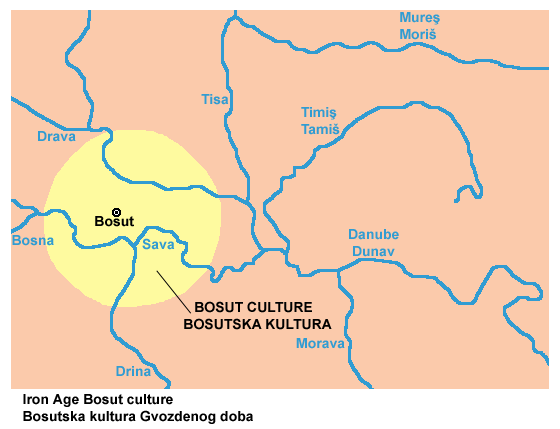

La cultura di Bosut fu una cultura protostorica dell'età del ferro che prende il nome dal sito archeologico di Gradina sul Bosut in Serbia. Viene talvolta associata alla cultura di Basarabi. Secondo alcune ipotesi questa cultura sarebbe stata prodotta dalla popolazione dei Triballi  o dai Daci . 

## Cronologia
La cultura di Bosut, che occupava i territori della moderna Vojvodina e parte della Serbia centrale, viene datata alla prima età del ferro ed è suddivisa generalmente in tre fasi : 
- Kalakača-Bosut
- Basarabi
- Bosut III